# Sachkhere
Sachkhere (in georgiano საჩხერე) è un comune della Georgia, situato nella regione di Imereti.

## Sport
La principale squadra di calcio di Sachkhere è il Sapekhburto K'lubi Chikhura Sachkhere, vincitore di una coppa nazionale.